# Melani García
Melani García Gaspar (ur. 10 czerwca 2007 w L’Elianie) – hiszpańska piosenkarka pochodzenia argentyńskiego. Reprezentantka Hiszpanii w 17. Konkursie Piosenki Eurowizji Junior (2019).

## Kariera
Ma przodków z Hiszpanii i Argentyny. Mając osiem lat, została członkinią chóru w Walencji, w którym kierowniczka chóru zainteresowała ją śpiewem operowym, prezentując „Due pupille amabili” W.A. Mozarta. W 2018 zwyciężyła w finale czwartej edycji programu La voz Kids. 29 czerwca 2018 wydała debiutancki singiel „Vivo por ella”, będący jej wykonaniem piosenki Andrei Bocellego z 1995.
Występuje w musicalu We Love Queen, w którym wykonuje piosenkę Freddiego Mercury’ego i Montserrat Caballé „Barcelona”. W 2019 wydała utwór „’O sole mio”, będący jej wersją pieśni neapolitańskiej z 1898. 24 lipca 2019 została wybrana na reprezentantkę Hiszpanii w Konkursie Piosenki Eurowizji Junior 2019 w Gliwicach. 20 września 2019 ujawniono konkursowy utwór „Marte”. 24 listopada 2019 wystąpiła w finale konkursu jako piąta w kolejności i zajęła 3. miejsce, zdobywszy 212 punktów, w tym 108 pkt od jury (3. miejsce) i 104 pkt od widzów (2. miejsce). W 2020 wydała dwie premierowe piosenki – „Grita conmigo” i „Adiós”.
W 2024 współprowadziła 22. Konkurs Piosenki Eurowizji Junior wraz z Marcem Clotetem i Ruth Lorenzo. W 2025 zwyciężyła w finale programu Tu cara me suena. 